# کادمیم تنگستات
کادمیم تنگستات (به انگلیسی: Cadmium tungstate) با فرمول شیمیایی CdWO۴ یک ترکیب شیمیایی است که از یون کاتیون کادمیم دو بار مثبت و یون آنیون چند اتمی تنگستات دو بار منفی به وجود می آید، شکل ظاهری این ترکیب، بلورهای بی‌رنگ با رنگ زرد است.